# Bois-Sainte-Marie
Bois-Sainte-Marie è un comune francese di 198 abitanti situato nel dipartimento della Saona e Loira nella regione della Borgogna-Franca Contea.

## Società

### Evoluzione demografica
Abitanti censiti